# Nicolaus Sigvasti
Nicolaus Sigvasti, död mellan 1324 och 1328, var en svensk präst och ärkedjäkne.
Nicolaus Sigvasti är möjligen identisk med någon av de två rectores scolarum som omtalas uppsalakaniken Hemmings testamente 1300. 1302 omtalas han första gången med säkerhet och var då skolasticus och kanik i Uppsala. 1303 var han vittne vid uppnandet av Erik den heliges skrin och 1305 beseglade han Nils Allessons testamente. 1309 var han hos påven i Avignon och omtalas då som magister. Under sin tid här utverkade han flera bullor till förmån för Birger Magnusson, som kyrkan i Uppsala stödde i kampen om kronan gentemot bröderna. Åtminstone 1309-1324 innehade han Tierps prebende och fick 1309 exspektans på ett kanonikat med prebende i Linköping, som han tillträdde senast 1313. Nicolaus Sigvasti var 1310 åter i Sverige och vid denna tid rådde lugn konflikten mellan bröderna. Sedan Olaus Beronis som stödde Birger Magnusson blev vald till ärkebiskop 1314 flammade dock konflikten upp på nytt. Då Olaus Beronis var på väg till Avignon för att vigas 1315 hindrades de i Stockholm på hertig Valdemars order att resa och Nicolaus Sigvasti som var i biskopens sällskap blev gripen av vaktbetjäningen på Stockholms slott. Olaus Beronis kom i stället senare under året att vigas av biskopen i Lund. 1316 reste Nicolaus Sigvasti till Avignon för att hämta Olaus Beronis pallium. I själva verket handlade det i hög grad om att vinna påvens stöd för kungen i brödrakonflikten. Han lyckades bland annat utverka ett förbud för stormän att ingripa i biskopsval. Han trädde även i samband med besöket 1316 i påvens tjänst som kollektor av kyrkliga skatter som skulle tillfalla påven. 1317 blev han kanik vid Sankt Salvatorskyrkan i Harlabeke i Tournai. Sommaren 1317 gjorde han sig redo att resa hem till Sverige, och senast i mars 1318 var han åter tillbaka. Vid denna tid började prästerna i Uppsala att vackla i sitt stöd för Birger Magnusson. Ett belägg för det är att Nicolaus Sigvasti sommaren 1318 besökte Erik Magnussons svärfar Håkon Magnusson i Tønsberg i samband med att han överlämnade en påvebulla till ärkebiskopen i Nidaros. Hösten 1318 medlade han i fråga om Maria församling i Visbys rätt att hålla två kyrkoherdar - en tysk och en svensk. Nicolaus Sigvasti verkar ha intagit en medlande hållning och hade troligen kvar viss av sin lojalitet med Birger Magnusson, som befann sig på Gotland och stödde kyrkans önskan om två kyrkoherdar. Linköpingsbiskopen vägrade dock godkänna den överenskommelse som gjordes. 1319 reste Nicolaus Sigvasti åter ned till Avignon för att leverera peterspenningen från Norden. Ett fartyg lastat med silver på väg ned till påven förliste dock utanför Ribe. Nicolaus Sigvasti utnämndes senast 1324 till domprost i Uppsala och blev det året ärkedjäkne där. Han tillträdde dock aldrig posten. Han är även känd för att ha författat en rapport av peterspenningens insamlande, troligen 1323. Han beskriver där hur landet nu är osäkert då kungen är en pojke och stormännen styr självsvåldigt utan hänsyn till lag och rätt. Han ger dock ärkebiskopen och biskoparna i Skara och Linköping sina vitsord för förordar att de kan användas som påvliga ombud. I juni 1324 fick Nicolaus Sigvasti ett intyg om att han vistats vid kurian i Avignon i sammanlagt sju år. Det är sista gången han omtalas i livet. I januari 1328 är han troligen dåd då en efterträdare utses på posten som ärkedjäkne i Uppsala. 